# 旧マナグア大聖堂
旧マナグア大聖堂（Antigua Catedral de Managua、またはCatedral de Santiago de Managua）は、ニカラグアの首都マナグアにある新古典主義建築の大聖堂の廃墟である。1972年のマナグア地震で被災し、その後は放置されている。

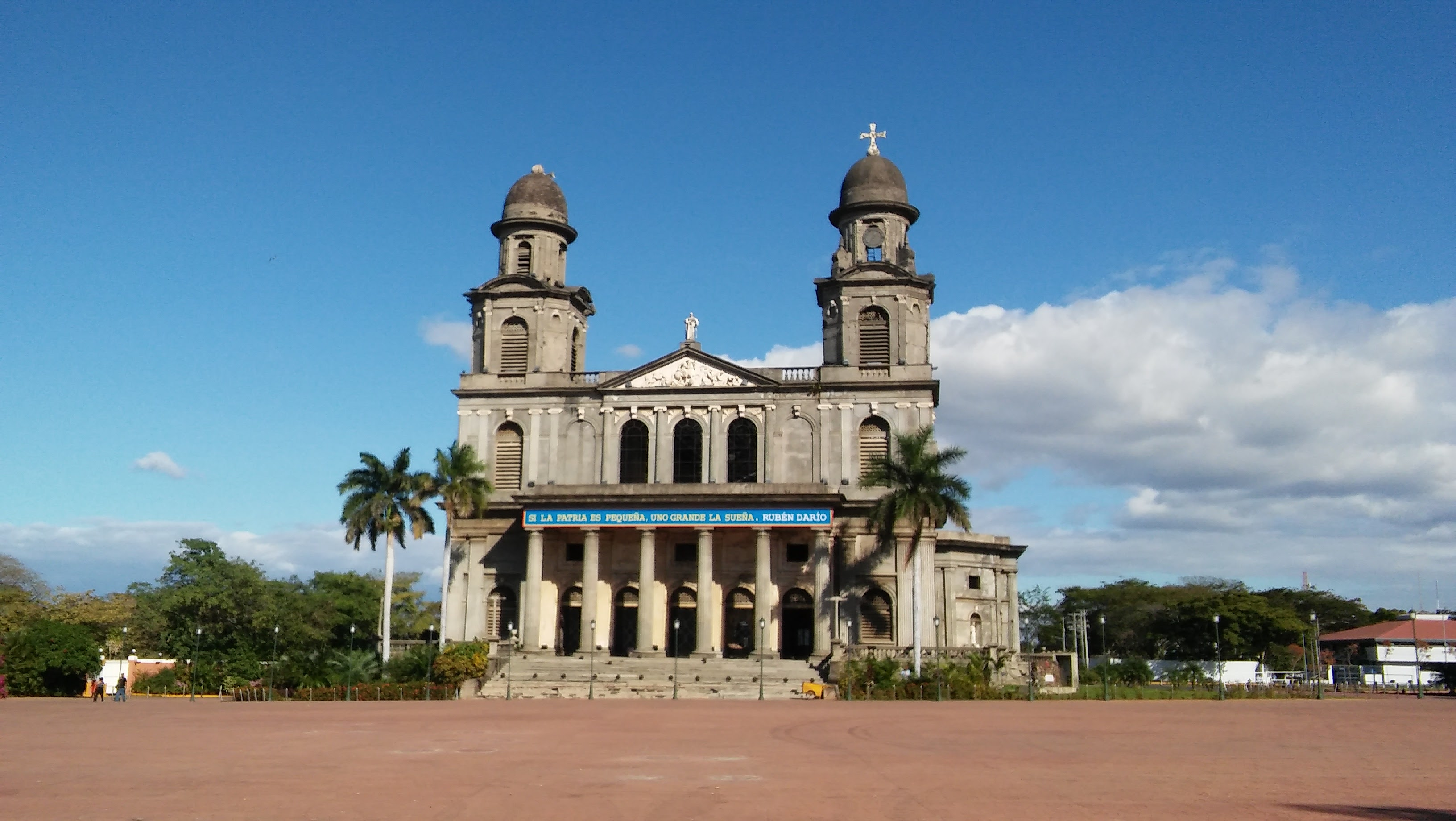
旧マナグア大聖堂（2017年）

## 歴史
1912年に、ローマ教皇ピウス10世によってマナグアの大司教区と、レオン、グラナダ、マタガルパの司教区が創設された。18世紀末に建てられたマナグア教区の教会は首都の大聖堂（Catedral Metropolitana）に格上げとなった。それまでニカラグア唯一の大聖堂はレオン大聖堂だった。マナグアの初代大司教にはホセ・アントニオ・レスカノ・イ・オルテガが任ぜられた。彼は大聖堂の名にふさわしい建物への建て替えを計画した。
1925年4月5日、レスカノ大司教とニカラグア大統領カルロス・ホセ・ソロルサノによる質素な式典の中、建設地に最初の石が置かれた。大聖堂の設計は1926年1月10日に発表されていたが、この設計は大司教を満足させるものではなかった。レスカノ大司教はあるベルギーの教会の写真を気に入り、ベルギーの教会の写真を元に設計図を描くよう、スイス人移民の技師Pablo Dambachに要求した。鉄骨はベルギーから取り寄せることになり、船でチナンデガ県のコリント港まで送られ、そこからは鉄道を使ってマナグアまで輸送された。1928年に建設が開始された。
建設開始から3年後の1931年3月31日に、マグニチュード5.8のマナグア地震が首都マナグアを襲うなど、災害や資金不足で完成まで時間を要し、将軍アナスタシオ・ソモサ・ガルシアの独裁政権時1938年12月31日に建物は完成した。しかし、大聖堂として聖別されたのは、マナグア市制100周年を祝う式典が行われていた1946年7月24日である。ソモサ家はミサが執り行われ聖歌が歌われる間、儀式の特別な場所を占めた。大聖堂の内外装は、ステンドグラス、壁龕、大理石の祭壇、聖堂上部と下部に刻まれた浮き彫り、穹窿の飾灯などで装飾された。
大聖堂外部の背面と側面には、バルトロメ・デ・ラス・カサス、マルヒル・デ・ヘスース、イサベル・デ・カスティーリャ、ホセ・アントニオ・レスカノ・モラレス（レスカノ大司教の父方の伯父）、クリストーバル・コロン、フェルナンド7世、フランシスコ・エルナンデス・デ・コルドバの像が配置されている。

### 1972年のマナグア地震
1972年12月23日、マグニチュード6.3のマナグア地震が発生し、マナグアでは1万人近くの死者がでた。大聖堂も被災し、大司教座はサント・ドミンゴ・デ・ラス・シエリタス教会へと移った。ビオレータ・バリオス・デ・チャモロ政権時代、被災した大聖堂は修復されず1991年に新マナグア大聖堂の建設が始まり1993年に完成した。
2004年にメキシコ大統領ビセンテ・フォックス・ケサーダがニカラグアを公式訪問した際、旧大聖堂の美観に感動しニカラグア大統領エンリケ・ボラーニョスに聖堂修復のための技術者の派遣を約束した。技術者による診断は、先の政権時代の放置と湿気が原因で、老朽化が進行しているという結果であった。ニカラグア、フランス、スペイン、メキシコの各政府とユネスコは、それぞれ100万ドルを拠出したが、修復の完了には700万ドルを要し、残り200万ドルが不足している。